# Patriarcha Západu
„Západní patriarchát“ přesměrovává sem. O církevním útvaru viz Latinská církev.

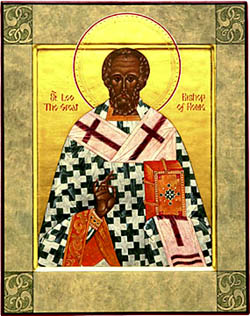
Byzantská ikona papeže Lva I. (400–461), prvního papeže, který byl jmenován patriarchou Západu

Patriarcha Západu (latinsky Patriarcha Occidentis), jakožto představitele patriarchátu římského, byl v letech 450 až 2006 několikrát jedním z oficiálních titulů římského biskupa jako patriarchy a nejvyšší autority latinské církve. Počínaje vydáním Annuario Pontificio v roce 2006 se již tento titul mezi oficiálními neobjevuje.

## Historie
Vznik definice patriarchy Západu je spojen s rozpadem starověkého systému založeného na třech apoštolských centrech Římě, Antiochii (obě založil svatý Petr) a Alexandrii (založil svatý Marek, Petrův žák) a se vznikem nové pentarchie, a to navzdory papežskému odporu, s prvním konstantinopolským koncilem v roce 381 a chalcedonským koncilem v roce 451, který vedl k povýšení konstantinopolského a jeruzalémského patriarchátu. V tomto systému spadaly ostatní čtyři patriarcháty s výjimkou Říma pod Byzantskou říši a začaly odpovídat územně přesně vymezeným celkům. Řím se naproti tomu stal sídlem s pravomocí nad územím Západořímské říše.
V roce 450 byzantský císař Theodosius II. adresoval papeži Lvu I. dopis, v němž ho výslovně zmínil jako patriarchu Západu (jde o první zmínku o papeži v této funkci). Poté, co se Západořímská říše v roce 476 zhroutila a Justinián I. rozšířil východní legislativu na Řím pragmatickou sankcí z roku 554, byl plně uveden v život císařský církevní systém pentarchie. V roce 642, kdy byzantští císaři vnucovali papežům podporu miafyzitismu, papež Theodor I. poprvé formálně přijal titul patriarchy Západu.

## Zřeknutí se práva
Dne 22. března 2006 vydal Vatikán prohlášení, v němž vysvětlil vypuštění titulu z Annuario Pontificio tím, že vyjadřuje „historickou a teologickou skutečnost“ a že je „užitečný pro ekumenický dialog“. Vatikán uvedl, že titul patriarcha Západu symbolizuje zvláštní vztah papeže k latinské církvi a jeho jurisdikci nad ní – a že vypuštění titulu v žádném případě nesymbolizuje změnu tohoto vztahu ani nenarušuje vztah mezi Svatým stolcem a východními církvemi, jak byl slavnostně vyhlášen Druhým vatikánským koncilem.